# Вилијамстаун (Вермонт)
Вилијамстаун (енгл. Williamstown) насељено је место без административног статуса у америчкој савезној држави Вермонт.

## Демографија
По попису из 2010. године број становника је 1.162.
| Група             | 2000.    | 2010.         |
| Белци             | 0 (0,0%) | 1.123 (96,6%) |
| Афроамериканци    | 0 (0,0%) | 4 (0,3%)      |
| Азијати           | 0 (0,0%) | 3 (0,3%)      |
| Хиспаноамериканци | 0 (0,0%) | 24 (2,1%)     |
| Укупно            | 0        | 1.162         |